# Осинівка (Крупський район)
Осинівка (біл. вёска Асінаўка) — село в складі Крупського району Мінської області, Білорусь. Село підпорядковане Крупській сільській раді, розташоване в східній частині області.